# Rob Stefaniuk

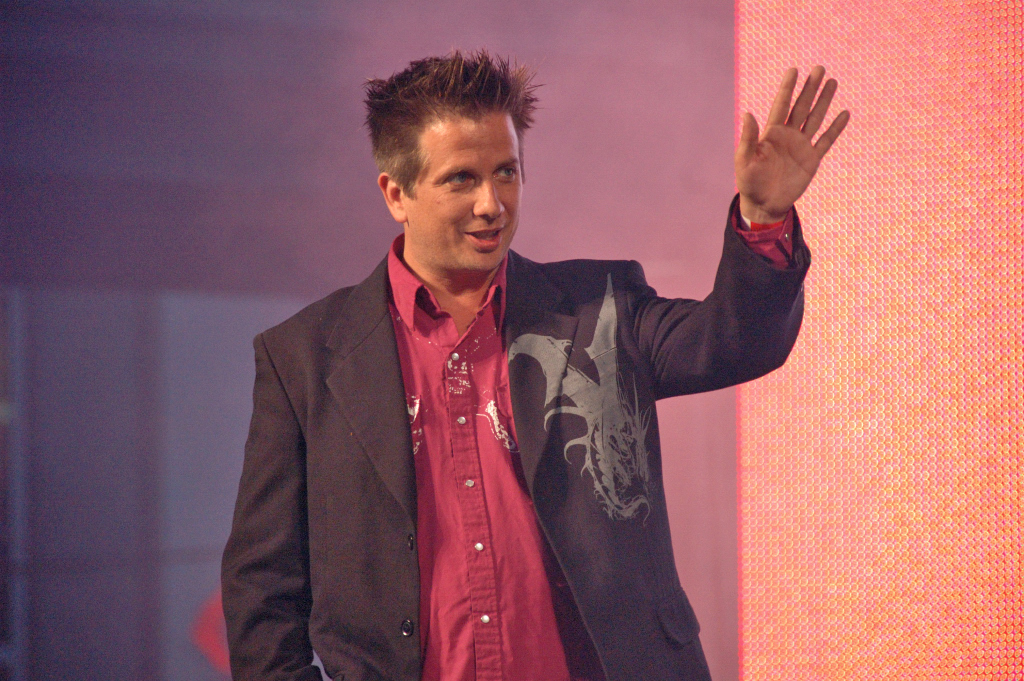
Rob Stefaniuk bei der Premiere von Suck – Bis(s) zum Erfolg auf dem Toronto International Film Festival

Rob Stefaniuk ist ein kanadischer Schauspieler, Comedian, Regisseur und Drehbuchautor.

## Filmografie (Auswahl)

### Filme
- 1993: Die Vergeltung (Back in Action)
- 1993: Blown Away - Ausgelöscht
- 1995: Höllenjagd (Jungleground)
- 1995: Harrison Bergeron – IQ Runner (Harrison Bergeron)
- 1995: Die Nacht, in der sie uns besuchen (Visitors of the Night)
- 1996: Love Child
- 1997: Elvis Meets Nixon (Fernsehfilm)
- 1998: White Lies (Fernsehfilm)
- 1998: Präsidententöchter küßt man nicht (My Date with the President’s Daughter)
- 1999: Superstar – Trau’ Dich zu träumen (Superstar)
- 2000: The Law of Enclosures
- 2000: The Spreading Ground
- 2003: Waiting for the Man (Kurzfilm, Regie, Drehbuch)
- 2004: Phil the Alien (Regie, Drehbuch, Hauptrolle)
- 2006: Monkey Warfare
- 2009: Suck – Bis(s) zum Erfolg (Suck) (Regie, Drehbuch, Hauptrolle)

### Serien
- 2000–2001: Timmy geht zur Schule (Timothy Goes To School, 8 Folgen)
- 2003: My Dad the Rock Star (3 Folgen)
- 2009–2010: Spliced (10 Folgen)